# Jean-Jacques Bacon de La Chevalerie
Jean-Jacques Bacon de La Chevalerie né à Lyon en 1731 et mort à Paris en 1821 à Paris est un officier de l'armée française qui fut un dirigeant franc-maçon mystique et religieux dans les années 1780, ainsi qu'un dirigeant colonial lors de la Révolution haïtienne.

## Biographie
Né à Lyon en 1731 et mort à Paris 1821, en dehors de ses activités maçonniques, il est actif à Rouen ou il a des attaches familiales. Colonel d'infanterie, il devient brigadier des armées du Roi en 1780. Il a le grade de Lieutenant général Saint-Domingue. Il possède dans cette colonie de biens importants, également en possession d'intérêt dans l'entreprise de négoce familiale basé à Rouen. En 1778, il est armateur d’un navire de commerce qui voyage vers Lisbonne. 

### Franc-maçonnerie
Dès 1773, le Grand Orient de France constitue en son sein une « commission des hauts grades », dont l'activité est tout d'abord restée assez modeste. Jean-Jacques Bacon de La Chevalerie, qui sera aussi membre de la Stricte observance templière (Eques ab Apro), devient l'émissaire lyonnais auprès de la Grande Loge. Dans ce cadre, il est amené à écrire en août 1773 à Jean-Baptiste Willermoz une lettre dans laquelle il recommande à son correspondant la discrétion sur les relations avec les francs-maçons allemands. Devenu l'un des officiers du Grand-Orient, Jean-Jacques Bacon de La Chevalerie avait la fonction de grand orateur. Mais en 1776, il incita cette  « commission des hauts grades » à se mettre à la recherche d'un accord avec les directoires écossais de la branche française de la Stricte observance templière, qui fut finalement trouvé. Cette solution rencontra de nombreuses oppositions. De ce fait, elle ne fut jamais vraiment adoptée. 

### Révolution haïtienne
À Saint-Domingue, lors des débuts de la Révolution française, Bacon de La Chevalerie est considéré comme le  « promoteur de la révolution autonomiste blanche. » Il se fait tout d'abord élire président de l'assemblée provinciale du nord de l'île. Le 17 janvier 1790, il est nommé capitaine-général des troupes nationales et il sera un peu plus tard promu au grade de général et décide à la fin de l'année de pousser à l'embarquement de colons pour la France, afin d'aller plaider leur cause, dans l'opération dite des Léopardins, groupe aussi appelé « faction des 85 » par Ignace-Frédéric de Mirbeck, le commissaire envoyé sur place par la métropole.